# 国际观点
《国际观点》（英語：International Viewpoint）是托洛茨基主义国际组织第四国际的英语在线杂志。它专注于发布关于世界各地政治和社会状况的文章，特别是使用其他语言写作的社会主义者撰写的文章的英译文。
该杂志于1982年创办，以取代《洲际报道》，后者在合并了1970年代的英语刊物《英普瑞克》后，曾短暂成为第四国际的通用英语出版物。1995年，《国际观点》吸收了第四国际的英语理论杂志《国际马克思主义评论》。
该杂志在50多个国家拥有通讯员网络，他们报道群众斗争以及正在塑造左翼的辩论。佩内洛普·杜根是该杂志的编辑。其编辑委员会包括社会主义抵抗的两位领导人：特里·康威和艾伦·索内特。早期的关键人物菲尔·赫斯现已不再活跃，而格雷格·塔克则是最初的网站管理员。
2005年1月，《国际观点》重新以在线杂志形式推出，并辅以PDF版本以及本地印刷和分发。根据2008年给订阅者的信，每年大约有50万人访问该网站，而2006年为25万人。
第四国际还出版法语杂志《英普瑞克》（Inprecor）。讲德语的分支则出版德语杂志《英佩康》（Inprekorr）。西班牙语网站“国际视角”由讲西班牙语的分支负责。